# Scotinella madisonia
Scotinella madisonia là một loài nhện trong họ Phrurolithidae.
Loài này thuộc chi Scotinella. Scotinella madisonia được Herbert Walter Levi miêu tả năm 1951.